# Hemerotrecha milsteadi
Hemerotrecha milsteadi är en spindeldjursart som beskrevs av Muma 1962. Hemerotrecha milsteadi ingår i släktet Hemerotrecha och familjen Eremobatidae. Inga underarter finns listade i Catalogue of Life.